# Really Red
I Really Red sono stati un gruppo hardcore punk formatosi a Houston nel 1978 e scioltosi nel 1985. Sono considerati influenti per lo sviluppo del post-hardcore.
La loro canzone Prostitution è apparsa nella compilation hardcore punk della Alternative Tentacles Let Them Eat Jellybeans e un altro loro brano, I Was a Teenage Fuckup  fa parte della colonna sonora del film American Hardcore.

## Formazione
- Ronald "U-Ron" Bond - voce
- Kelly "Green" Younger - chitarra
- John Paul Williams - basso
- Bob Weber - batteria

## Discografia

### Album studio
- 1981 - Teaching You the Fear, (C.I.A. Records)
- 1985 - Rest In Pain, (C.I.A. Records)

### Singoli/EP
- 1979 - Crowd Control, (C.I.A. Records)
- 1980 - Modern Needs, (C.I.A. Records)
- 1982 - New Strings for Old Puppets, (C.I.A. Records)

### Album live
- 1980 - Despise Moral Majority: Live, (C.I.A. Records)

### Apparizioni in compilation
- 1981 - Let Them Eat Jellybeans, (Alternative Tentacles)
- 1983 - Cottage Cheese from the Lips of Death, (Ward 9 Records)
- 1993 - Faster & Louder: Hardcore Punk, Vol. 1
- 2006 - American Hardcore Soundtrack, (Rhino Records)